# Roberto Muylaert
Roberto Muylaert GOMM (Santos, 9 de abril de 1935) é um engenheiro civil, escritor e jornalista brasileiro. Foi secretário de Comunicação Social da Presidência da República durante o governo Fernando Henrique Cardoso.

## Biografia

### Antepassados
O sobrenome Muylaert (pronuncia-se "moeller") vem da Bélgica, fronteira com a Holanda. Os sobrenomes Muijl(l)aert, Muyl(l)aert, Mullaert, Meulaerts, Mulert são baseados na palavra flamenga “muil” que significa “careta” ou no verbo “muilen of snoet zetten, een zuur gezicht trekken, morren “ ou “fazer uma careta, fazer boquinha, murmurar”.
Leopoldo Muylaert, bisavô de Roberto, era um músico que veio para o Brasil e se estabeleceu em Campos, estado do Rio de Janeiro. O avô, Alberto, também músico, mudou-se para a Bahia para estudar Medicina.
O pai Durval Martins Muylaert nasceu na Bahia e se tornou ferroviário trabalhando durante sete anos para a Estrada de Ferro Sorocabana, na Linha Mairinque-Santos. Sua residência era em Santos.

### Infância e adolescência
Roberto Muylaert nasceu na cidade de Santos, em 1935, mas com 3 meses mudou-se com a cidade de São Paulo, na rua Estados Unidos. 
Olhando dali para trás da rua Estados Unidos não tinha nada. Eu conseguia ver ver o Hospital das Clínicas lá em cima, um monte de campos de futebol... Tenho recordações de empinar papagaios, ver os balões que caíam, disputados pelos marmanjos com muita violência... Essas são algumas das recordações que de infância que eu trago comigo.  
Uma doença o aproximou de sua futura opção profissional: "Tinha uns oito ou no máximo dez anos e estava com caxumba. (...) Num dos dias o meu pai chegou e trouxe uma revista, a primeira que eu manuseei. Era o Príncipe Submarino. Me lembro de ter ficado fascinado não apenas com a história - o cara que andava por baixo do mar - mas pelo objeto. Achei a revista uma coisa sensacional e o cheiro ficou marcado para sempre. Eu gostava do cheiro da revista". 
Outra lembrança marcante da sua adolescência foi assistir os jogos finais da Copa do Mundo de 1950 no Maracanã, quando o Brasil perdeu para o Uruguai. O fato acabou inspirando um dos seus futuros livros: "Barbosa - um Gol Silencia o Brasil".
Aos 15 anos, Roberto Muylaert decidiu que queria ser jornalista. Mas, influenciado por um professor de matemática, se formou em Engenharia Civil. Como engenheiro, iniciou na Máquinas Piratininga começou a escrever os textos editoriais/publicitários publicado no jornal O Estado de São Paulo. Foi o início de sua carreira como jornalista. Paralelamente participava de torneios de tênis jogando pelo Club Athletico Paulistano.
É pai da cineasta Anna Muylaert, da empresária Marilia Muylaert e da paisagista Ana Clara Muylaert.

### Editora Abril
No início de 1964, com 28 anos, passou a trabalhar nas revistas técnicas da Editora Abril em sua antiga sede da rua Álvaro de Carvalho, no Centro de São Paulo. 
Como engenheiro, tinha capacitação técnica para escrever para as revistas Transporte Moderno,  Máquinas e Metais, e Química & Derivados. Desenvolvendo-se na área de jornalismo técnico, realizou estágios nas grandes editoras da área, como a McGraw-Hill e a Chilton.

Roberto Muylaert em seguida participou ainda na editora Abril da criação da revista de economia e negócios Exame. 
Com a Exame, acabei sendo o primeiro publisher da Editora Abril, possivelmente do Brasil. E isso num tempo em que a chamada 'divisão entre igreja e estado' era absoluta. Você não podia participar de reunião se fosse da área de publicidade e eu achava aquilo uma besteira, pensava ser possível fazer algumas coisas que juntassem as duas áreas condignamente, o que fiz na Transporte Moderno. 
Na Exame, Muylaert criou as edições anuais "Brasil em Exame". E foi nomeado publisher da revista Veja, além de Exame.

### Editora Diagrama
Em 1972 pediu demissão da editora Abril criou a editora Diagrama com ajuda de sua esposa, Celina. 
Através da Diagrama, criou revistas setorizadas e dedicou-se a promover seminários. 
Em três anos a empresa tinha 60 funcionários em duas casas. 
Mas em 1975 Roberto foi convidado a ser editor da revista Visão, de propriedade do empresário Henry Maksoud, que comprou a Diagrama.
Outro marco da vida jornalística de Muylaert foi a publicação por 11 anos de Ícaro, a revista de bordo da empresa aérea Varig, criada em outubro de 1983 e editada por Carlos Moraes. 
O sucesso foi tão grande que dois anos depois ela passou a ser distribuída também nas bancas e só acabou com o fim da própria Varig.

### Bienal
Foi presidente da Fundação Bienal de São Paulo e organizou a exposição Tradição e Ruptura (1984) e a 18a Bienal de São Paulo em 1985. 
Muylaert foi diretor da Bienal de São Paulo convidado pelo então presidente da instituição, Luiz Villares. 
"Acabei introduzindo na Bienal o marketing cultural", declarou para o site Jornalistas & Cia. (...) "Não havia nenhum incentivo. Na Bienal, consegui ajudar o Luiz Villares (...) na captação de patrocínios de empresas privadas. Fiquei diretor da Bienal na gestão do Luiz Villares e na seguinte fui eleito presidente. Fiz duas exposições: uma internacional e uma só brasileira, Tradição e Ruptura".
A "Tradição e Ruptura" unia diversas exposições diferentes, como fotografia, design e arquitetura. Poderia ser considerada a 18a. edição da Bienal, mas foi tratado como um evento paralelo.

### TV Cultura
Entre 1978 e 1980, a pedido do secretário da Cultura do estado de São Paulo, Max Feffer, Roberto Muylaert trabalhou junto à TV Cultura através de sua empresa prestadora de serviços, a RMC. 
Nesse período, criou junto com Carlos Queiroz Telles o programa Vox Populi, onde o entrevistado respondia perguntas feitas por populares.
Em 1978 Roberto Muylaert foi convidado a produzir um Festival Internacional de Jazz no Brasil. 
Para isso, buscou o apoio de Claude Nobs, o produtor do mais conhecido evento do gênero no mundo,  do mundo, o Festival de Jazz de Montreaux. 
A produção trouxe músicos como Dizzy Gillespie, Larry Coryell, George Duke, Chick Corea, além dos brasileiros Egberto Gismonti,A Cor do Som e Helio Delmiro. 
Em 1980 aconteceu o Segundo Festival, com Betty Carter, Al Jarreau, Azimuth, Nelson Ayres, Hermeto Pascoal e a atração mais esperada, o músico de reggae Peter Tosh.
Foi eleito presidente da Fundação Padre Anchieta, a mantenedora da TV Cultura de São Paulo em 1986. 
Três meses antes de sua posse, ocorreu um incêndio na emissora que destruiu 90% de sua capacidade de produção. 
"O incêndio foi em fevereiro e entrei em junho"  disse ao site Jornalistas & Cia. "Mas foi um ótimo pretexto para conseguirmos trocar todos os equipamentos. Porque isso o governo entende: incendiou, não tem mais nada. Isso me ajudou a reconstruir. Mas acho que principalmente consegui implantar o conceito de que aquilo não era estatal, era uma empresa pública".
Um dos principais modelos foi a PBS (Public Broadcasting Service, ou Serviço de Transmissão Pública) americana. 
"Comprei muita coisa dela e da BBC. A PBS funciona muito bem, pois (...) lá a coisa é séria e passa ao largo dos fuxicos políticos".
"Quando cheguei, a Fundação era um pouco terra de ninguém" recorda Robero Muylaert. 
"Era impressionante. Tinha coisa do tipo: para não roubarem os carros, todos podiam entrar no pátio até às cinco da tarde. Mas na hora da saída não podiam revistar os porta-malas, porque o sindicato não deixava. Quando cheguei lá falei: põe um guarda aí fora para não roubarem os carros, mas não vai entrar todo mundo; e quem entrar tem que revistar a mala, inclusive do presidente. Num lugar com aquela quantidade de equipamentos é um princípio básico".
Entre as muitas realizações de Roberto Muylaert na Cultura como presidente da Fundação Padre Anchieta estão os programas infantis X-Tudo, Mundo da Lua, Ra-Tim-Bum e Castelo Ra-Tim-Bum, Fanzine (voltado para adolescentes) e o musical Som Pop. 
Muylaert deixou a presidência da Fundação em 1995 atendendo um convite do ex-presidente Fernando Henrique Cardoso para fazer parte de seu primeiro ministério. 
Deixou na TV Cultura um vasto legado de inovação. Ele negou a ideia de que TV educativa deveria ser necessariamente chata e ter pouca audiência. 
Quebrou o tabu que obrigava TVs públicas a depender de verbas públicas, abrindo espaço para o apoio cultural de empresas privadas.
Um dos frutos dessa parceria foi a co-produção de filmes brasileiros. 
"Fiz um filme com o Cacá Diegues, chamado Veja Esta Canção. E outro, Sombras de Julho, primeiro longa de Marco Altberg. Isso porque a TV Cultura estava muito embalada e eu conhecia a turma do Banco Nacional, que estava ligado às artes" . 

### Ministério da Comunicação Social
Roberto Muylaert foi cogitado para o governo Fernando Henrique Cardoso (1995 - 2002). 
Era para eu ser ministro da Cultura", declarou ao Jornalistas & Cia. E meu maior cabo eleitoral era a mulher dele, dona Ruth Cardoso, então no Conselho da TV Cultura e que me viu remontar a emissora. Como eu também era próximo do Fernando Henrique, acabei sendo anunciado como ministro da Cultura. Mas na última hora eu mesmo falei que não queria. Já estava com receio da área política. Fui convidado de novo, mas aí para a Comunicação Social, o que foi feito juntando as televisões com toda a área de comunicação do governo. Ocorre que o Sérgio Motta, que foi ministro das Comunicações, que era quem dava a benção nessas indicações, tinha me aprovado para o Ministério da Cultura. Chegou a ir à minha casa, numa demonstração pública de que eu era peça certa no governo. Mas ao final não aceitei. Já o outro convite partiu de outro integrante do governo, o ministro da Casa Civil Clóvis Carvalho. Eu não entendi direito até me encontrar com ele e aí pude perceber que o convite a mim punha de certa forma o Serjão contra a parede, pois ele tinha outra indicação para aquele cargo, o Luiz Fernando Furquim, já falecido, e que fora presidente da ADVB. Sei que o Serjão estava lá com o caminho traçado e eu acabei atravessando esse caminho. Ele tinha uma ética bem mais flexível do que a minha. Então não deu certo. É isso".
Em março de 1995, Muylaert foi admitido por FHC à Ordem do Mérito Militar no grau de Grande-Oficial especial.

## Obra
Tem sete livros publicados: China, Chá e Cheng, Marketing Cultural e Comunicação Dirigida, A Copa que Ninguém Viu, Barbosa, Paulinha, Alarm!, 1943. 